# Shigeo Tono
Shigeo Tono (ook: Tohno) (Japans: 陶野 重雄, Tōno Shigeo) (Hiroshima, 18 maart 1908 - ?, 1985) was een Japans componist.

## Biografie
Tono studeerde aan het Hiroshima Instituut van Technologie in Hiroshima, waar hij onder andere compositie bij Saburo Moroi en Meiro Sugahara studeerde. Sindsdien leeft hij als freelance-componist in de geboortestreek.

## Composities

### Werken voor harmonieorkest
- 1955 Fantasy over «Kojyo-no-Tsuki»
- 1957 Dance of Japanese Youth
- 1959 Festival Prelude
- 1965 Spring in Kyushu
- 1966 Dawn of Japan
- 1966 Symphonic Suite
- 1967 Suite “Nagasaki you put, it is [chi] festival"
- 1973 Setuchi suite
- 1975 Festival Music for a Crown Prince
- 1987 Centripetalism

### Toneelwerken
- No More Hiroshimas, ballet (dans-drama) - libretto: Hideo Kimura

### Werken voor harp
- Rondo "autumn"

### Werken voor traditionele Japanse instrumenten
- 1955 Nihon Minyo no Senritsu ni Yoru Koto Shakuhachi Gojusokyoku, kwintet voor shakuhachi - 3 koto en jushichigen
- 1957 Musashino, voor shakuhachi
- 1959 Shakuhachi Sanjusokyoku - 1959, voor shakuhachi-trio
- Hana Ni Yosete, voor shakuhachi
- Hirono, voor shakuhachi
- Koetsu, fantasie voor shakuhachi
- Koshiji, voor shakuhachi
- Yugure Gensokyoku (Fantasy Yugure), voor shakuhachi

## Publicaties
- Japan Federation of Composers: Works by Japanese composers 1980, Tokyo: Japan Federation of Composers, 78 p.
- Japan Federation of Composers: Works by Japanese composers 1981-1982, Tokyo: Japan Federation of Composers, 94 p.
- Japan Federation of Composers: Works by Japanese composers 1983-1984, Tokyo: Japan Federation of Composers, 111 p.
- Japanese composers and their works (since 1868), Tokyo: 1972

- International Standard Name Identifier: 0000 0000 8233 0126
- Library of Congress Control Number: n80126449
- Bibliotheek van het Japanse parlement: 00085391
- Virtual International Authority File: 52994365
- WorldCat: E39PBJtrQVQhkbF76BwmCBwKVC